# 氹仔中央公園泳池
氹仔中央公園泳池（葡萄牙語：Piscina do Parque Central da Taipa），位於澳門氹仔嘉模堂區成都街7號氹仔中央公園內，於2014年夏季啟用，佔地1,830平方米，設有大池和兒童池。兒童池內設有磨菇形灑水亭及其他噴射水設備。泳池只於每年5月1日至10月31日的泳季時開放。

## 歷史
2007年5月至6月，土地工務運輸局就氹仔成都街地下停車場及公園方案進行公開咨詢，其中公園中央部分興建人工湖廣場，未有提及興建泳池。
2008年12月26日，氹仔成都街地下停車場及公園建造工程進行招標工作，當中經修改後的方案提及公園內的人工湖廣場增泳池功能，在非泳季時人工湖作為景觀池，夏季則可作為泳池。
2009年2月，氹仔中央公園建造工程開標，將現有計劃以深化方案為藍本，公園內的人工湖具工種功能。夏季為泳池，在非泳季則變為景觀池，務求達到資源的善用。
2009年9月，氹仔中央公園建造工程動工，其中公園內的人工湖有泳池功能，在非泳季時人工湖作為景觀池，夏季則可作為泳池。
2012年12月底，氹仔中央公園正式開放啟用；2014年初，位於氹仔中央公園內的游泳池仍未啟用，而民政總署表示，已敦促建商在該年暑假前完工，回應指泳池方面的工程進行中，完工後還須進行測試，相信至少還要數個月的時間。
2014年7月1日，泳池開始以試運作方式營運，初期免費入場，設有大池及兒童池。並將實施人流管制，若泳池人數達300人上限，泳客須輪候進場。試運作開放日期為7月1日至10月31日，每日上午7時至中午12時、下午1時至晚上9時，逢星期一上午休館作定期清潔及檢測，下午重開，若星期一為公眾假期，清潔檢測工作順延至星期二上午。同時計劃於2015年泳季起開始實施收費。
2015年12月11日，澳門特別行政區行政會完成討論《體育局的組織及運作》行政法規草案，原民政總署的康體範疇職權轉移至體育局，於2016年1月1日起生效，新花園泳池和其他民署轄下的康體設施亦交由體育局管理。
2016年8月，售票處新增澳門通卡及手機支付繳交入場費用。

## 開放安排
泳池僅於每年5月1日至10月31日開放。由2020年8月起共分為3節開放。第一節:07:00-11:00、第二節:12:00-16:00、第三節:17:00-22:30，泳池逢星期三上午第一節清池，若清池日為公眾假期，則泳池照常開放，並順延至假期後翌日第一節時段進行清池，如有特別情況，體育局將另行通知。

## 收費
| 類別                   | 門票（澳門元） |
| ---------------------- | -------------- |
| 公眾18歲或以上         | $15            |
| 18歲以下或持頤老咭人士 | $5             |
| 持有學生證之使用者     | $7             |

## 爭議及事件

### 衛生情況惡劣
2014年8月5日，離島社區服務諮詢委員會召開平常會議，7名委員在議程前發言。其中委員梁銘恩說，有泳客在游泳期間沒戴泳帽，池底很多頭髮，女性更衣室更是滿地頭髮和垃圾，售票處、更衣室和泳池邊有很多蚊子，甚至有泳客發現，一個家傭要照顧5、6個小朋友，違反規定。她要求當局加強管理。她認為，若在池內發現排泄物，當局應即時關閉泳池換水及消毒。也有委員指出，個別泳客未沖洗就進入泳池，甚至有人穿著衣服游泳。委員高冠鵬直言，曾有泳客竟穿着T恤進入泳池，很不衛生，對泳池水質也造成一定影響，冀當局加強有關指引，也望泳客自覺遵守規定。

### 排水渠口清水反湧事件
2015年4月13日晚上，氹仔中央公園停車場地庫二層有排水渠口清水反湧，離島區社諮會『關注中央公園設施優化專題小組』召集人黃永曦及小組成員，於事發後翌日即2015年4月14日聯同政府代表巡視中央公園停車場地庫二層事發地點，了解事件起因及尋求改善措施。民政總署代表解釋事件起因由於中央公園泳池進行年度排水清洗，其中一個位於地庫二層的汚水泵井在泳池排水時出現問題，未能正常排水，導致池水經渠管反湧至停車場負二層近成都街一角部分車位位置，水深至腳跟位置。相關的排水工作已暫停，部門亦已採取應變措施，除修復水泵外，在未來泳池排水時會控制排水流量，避免超出水泵負荷。

### 2015審計報告中爭議
2015年5月18日，審計署發表該年度審計報告中批評土地工務運輸局在氹仔中央公園工程項目管理存在缺失，導致項目未能按既定時間、應用質量和符合用家要求完成。 例如泳池完工後才發現泳池牆壁欠缺出水槽，影響衛生，結果要拆除已建成的部分，增建出水槽，這項後加工程費便用了101萬元。 審計署亦發現一些已被接納的意見，沒有落實在設計方案中，例如斑馬線的導盲磚，後來需要更改設計而出現後加工程。

### 大腸桿菌超標事件
2015年6月30日，民政總署於日前泳池水質恆常檢測中，發現該泳池大腸杆菌含量輕微超出限值，懷疑過濾系統出現故障。為確保公眾衛生安全，泳池即時起暫停對外開放。
2015年7月2日，經徹底清潔消毒後，水質覆檢結果已符合衛生標準，於當天10:00重新對外開放。
2015年7月初，對於民署在公共或私人泳池發現水質大腸桿菌含量超標，需要即時關閉及消毒清洗，聚賢同心協會批評私人游泳池儼如「無王管」，促請當局盡快建立泳池監管機制，訂立明確的立法時間表及加強針對公眾泳池的公共衛生管理。聚賢同心協會理事甄民捷指，由政府設置並對公眾開放的泳池，一般由民署及體發局負責管理，他們普遍對水質及救生員要求，較私人管理的泳池完善及嚴謹，但仍有公眾泳池被驗出細菌含量超標，反映公眾泳池衛生管理及設備維護仍有改善空間。
在2015年7月7日離島區社區服務諮詢委員會會議上，委員林偉雄表示，氹仔中央公園泳池驗出大腸桿菌含量超標，令居民擔心在夏季使用高峰期，相關衛生問題會加劇，建議相關部門盡快取消免費進場措施，完善泳池管理機制，以免有人將泳池當浴室而增加衛生風險。
2024年10月23日，泳池因受到外來污染源的影響，以致池水埃希氏大腸桿菌含量超標，需暫停開放作清潔消毒工作。

### 2016年7月更衣室偷窺案
2016年7月4日，兩名未成年女學生在泳池女更衣室沐浴期間，懷疑遭一名南亞裔男子揭開浴簾偷窺，有人被撞破後逃離現場。治安警接手調查，暫時未有人被捕。事發在當晚8時，兩名學生在泳池游泳後到更衣室沐浴更衣，其間發現一名懷疑南亞裔男子拉開浴簾偷窺，有人隨即大叫，“偷窺男”立即逃去無蹤，事後報警。治安警稱，事發後派員到場調查，聯絡到公園保安，其供稱無見到相關人士，警方並聯絡相關部門索取閉路電視片段，事件有待進一步調查，當時未有人被捕。
2016年7月9日，澳門街坊總會離島辦事處副主任張郁文、氹仔坊眾促進會副主任林家全均表示，發現泳池內更衣室設計存在漏洞，因居民購買入場券後需到樓下儲物櫃放置個人用品，再到更衣室換泳衣，但男、女更衣室之間分隔模糊，是次事件發生前亦祇得一名保安坐在場外看管，儘管進入更衣室內，間隔都是採用浴簾遮擋，欠缺私隱。加上就是次事件來說疑犯必須走到更衣室深處方可犯案，未知會否與有關工作人員或不在崗位有關。他們建議當局加強保安外，在泳季後應把更衣室內的浴簾更換成木門，或考慮引入智能拍卡裝置辨別正確的更衣室位置，以防同類事件再發生。

### 泳池洗手間漏水致公園地庫停車場水浸事件
2016年8月17日晚上，位於氹仔中央公園地庫二層停車場範圍內出現水浸，體育局表示，出現漏水的位置屬泳池洗手間，前1至2天發現泳池泵運作不良，導致洗手間的污水流到停車場。當局早前曾聯繫工務部門維修，但效果不好，會再次聯繫工務部門盡快維修好，減低影響。同年9月20日，相關污水泵完成維修，經檢查證實為中央公園泳池污水泵損壞，原因是被衛生用品及布料雜物堵塞，土地工務運輸局已聯絡用家單位，跟進污水泵的維修工作及講解日常保養維護的注意事項，現時用家單位已完成維修工作。

### 2018年泳池救生員罷工事件
2018年8月游泳旺季期間，承判公共泳池救生員服務公司浪濤行發生救生員罷工事件，導致該泳池縮短開放時間或暫停開放。
其中在2018年8月22日起調整對公眾開放時間為13:00-21:00。

## 外部連結
公共體育設施網絡 - 氹仔中央公園泳池 （页面存档备份，存于）